# Lisboa Velha
Lisboa Velha é uma obra do pintor português Roque Gameiro publicado em 1925.
Com prefácio de Afonso Lopes Vieira, é composta por 100 aguarelas e desenhos de Roque Gameiro (1864-1935).
A primeira edição teve 20 exemplares.